# 希臘和丹麥的阿希利-安德烈亞斯王子
希臘和丹麥的阿希利-安德烈王子（希臘語：Κωνσταντίνος Αλέξιος；2000年8月12日—），簡稱阿希利-安德烈王子殿下,父親是希腊王儲帕夫洛斯。他有兩位哥哥姐姐分別是瑪麗亞-奧林匹亞公主殿下和康斯坦丁-艾力西奧王子殿下。祖父是希腊末代國王康斯坦丁二世。